# Campeonato Uzbeque de Futebol de 2010
O Campeonato Uzbeque de Futebol de 2010 (Oliy League 2010) é a décima oitava edição do campeonato após a independência, acontece entre 1 de março e 25 de julho e reúne 14 equipes.

## Formato
O Campeonato utiliza o sistema de "todos contra todos" em turno e returno, onde cada um dos competidores enfrenta todos os demais, em jogos de ida (adversário como mandante) e de volta (a própria equipe, em seu estádio, como mandante). Ao final, aquele que obtiver o maior número de pontos é o campeão.

## Classificação
Essa é a classificação final do Campeonato:
| Posição | Equipe             | Pts | J | V | E | D | GP | GS | SD |
| ------- | ------------------ | --- | - | - | - | - | -- | -- | -- |
| 1       | Bunyodkor          | 10  | 4 | 3 | 1 | 0 | 8  | 2  | +6 |
| 2       | Nasaf              | 8   | 4 | 2 | 2 | 0 | 3  | 0  | +3 |
| 3       | Navbahor           | 7   | 4 | 2 | 1 | 1 | 3  | 1  | +2 |
| 4       | Pakhtakor          | 7   | 4 | 2 | 1 | 1 | 3  | 2  | +1 |
| 5       | Lokomotiv Tashkent | 7   | 4 | 2 | 1 | 1 | 4  | 5  | -1 |
| 6       | Neftchi Farg'ona   | 6   | 4 | 2 | 0 | 2 | 7  | 5  | +2 |
| 7       | Sho'rtan G'uzor    | 6   | 4 | 1 | 3 | 0 | 3  | 1  | +2 |
| 8       | Andijan            | 5   | 4 | 1 | 2 | 1 | 3  | 3  | 0  |
| 9       | Mash'al Muborak    | 5   | 4 | 1 | 2 | 1 | 1  | 3  | -2 |
| 10      | Metalourg Bekabad  | 4   | 4 | 1 | 1 | 2 | 1  | 3  | -2 |
| 11      | Xorazm FK Urganch  | 3   | 4 | 0 | 3 | 1 | 2  | 3  | -1 |
| 12      | Samarqand-Dinamo   | 2   | 4 | 0 | 2 | 2 | 1  | 4  | -3 |
| 13      | Olmaliq FK         | 2   | 4 | 0 | 2 | 2 | 3  | 7  | -4 |
| 14      | Qizilqum Zarafshon | 1   | 4 | 0 | 1 | 3 | 0  | 3  | -3 |

## Partidas
Esses são os resultados das partidas, em cada rodada:

### Turno
Primeira rodada
| Data  | 1ª equipe          | Placar | 2ª equipe         | Gols (1ª equipe) | Gols (2ª equipe) | Público |
| ----- | ------------------ | ------ | ----------------- | ---------------- | ---------------- | ------- |
| 13/03 | Samarqand-Dinamo   | 1 – 1  | Xorazm FK Urganch |                  |                  |         |
| 13/03 | Lokomotiv Tashkent | 3 – 1  | Neftchi Farg'ona  |                  |                  |         |
| 13/03 | Navbahor           | 0 – 0  | Mash'al Muborak   |                  |                  |         |
| 13/03 | Qizilqum Zarafshon | 0 – 1  | Metalourg Bekabad |                  |                  |         |
| 13/03 | Nasaf              | 0 – 0  | Sho'rtan G'uzor   |                  |                  |         |
| 14/03 | Andijan            | 3 – 2  | Olmaliq FK        |                  |                  |         |
| 14/03 | Bunyodkor          | 2 – 1  | Pakhtakor         |                  |                  |         |

Segunda rodada
| Data  | 1ª equipe          | Placar | 2ª equipe          | Gols (1ª equipe) | Gols (2ª equipe) | Público |
| ----- | ------------------ | ------ | ------------------ | ---------------- | ---------------- | ------- |
| 18/03 | Pakhtakor          | 1 – 0  | Samarqand-Dinamo   |                  |                  |         |
| 19/03 | Metalourg Bekabad  | 0 – 1  | Bunyodkor          |                  |                  |         |
| 19/03 | Sho'rtan G'uzor    | 0 – 0  | Qizilqum Zarafshon |                  |                  |         |
| 20/03 | Neftchi Farg'ona   | 3 – 0  | Olmaliq FK         |                  |                  |         |
| 20/03 | Mash'al Muborak    | 1 – 0  | Andijan            |                  |                  |         |
| 20/03 | Xorazm FK Urganch  | 0 – 1  | Navbahor           |                  |                  |         |
| 28/03 | Lokomotiv Tashkent | 0 – 0  | Nasaf              |                  |                  |         |

Terceira rodada
| Data  | 1ª equipe          | Placar | 2ª equipe          | Gols (1ª equipe) | Gols (2ª equipe) | Público |
| ----- | ------------------ | ------ | ------------------ | ---------------- | ---------------- | ------- |
| 02/04 | Nasaf              | 2 – 0  | Neftchi Farg'ona   |                  |                  |         |
| 03/04 | Samarqand-Dinamo   | 0 – 0  | Metalourg Bekabad  |                  |                  |         |
| 03/04 | Qizilqum Zarafshon | 0 – 1  | Lokomotiv Tashkent |                  |                  |         |
| 03/04 | Andijan            | 0 – 0  | Xorazm FK Urganch  |                  |                  |         |
| 03/04 | Olmaliq FK         | 0 – 0  | Mash'al Muborak    |                  |                  |         |
| 03/04 | Bunyodkor          | 1 – 1  | Sho'rtan G'uzor    |                  |                  |         |
| 04/04 | Navbahor           | 0 – 1  | Pakhtakor          |                  |                  |         |

Quarta rodada
| Data  | 1ª equipe          | Placar | 2ª equipe          | Gols (1ª equipe) | Gols (2ª equipe) | Público |
| ----- | ------------------ | ------ | ------------------ | ---------------- | ---------------- | ------- |
| 08/04 | Nasaf              | 2 – 0  | Neftchi Farg'ona   |                  |                  |         |
| 09/04 | Samarqand-Dinamo   | 0 – 0  | Metalourg Bekabad  |                  |                  |         |
| 09/04 | Qizilqum Zarafshon | 0 – 1  | Lokomotiv Tashkent |                  |                  |         |
| 10/04 | Andijan            | 0 – 0  | Xorazm FK Urganch  |                  |                  |         |
| 10/04 | Olmaliq FK         | 0 – 0  | Mash'al Muborak    |                  |                  |         |
| 10/04 | Bunyodkor          | 1 – 1  | Sho'rtan G'uzor    |                  |                  |         |
| 12/04 | Navbahor           | 0 – 1  | Pakhtakor          |                  |                  |         |

Quinta rodada
| Data  | 1ª equipe          | Placar | 2ª equipe          | Gols (1ª equipe) | Gols (2ª equipe) | Público |
| ----- | ------------------ | ------ | ------------------ | ---------------- | ---------------- | ------- |
| 17/04 | Qizilqum Zarafshon | –      | Neftchi Farg'ona   |                  |                  |         |
| 17/04 | Samarqand-Dinamo   | –      | Lokomotiv Tashkent |                  |                  |         |
| 17/04 | Andijan            | –      | Metalourg Bekabad  |                  |                  |         |
| 17/04 | Mash'al Muborak    | –      | Xorazm FK Urganch  |                  |                  |         |
| 18/04 | Navbahor           | –      | Sho'rtan G'uzor    |                  |                  |         |
| 18/04 | Olmaliq FK         | –      | Pakhtakor          |                  |                  |         |
| Def   | Nasaf              | –      | Bunyodkor          |                  |                  |         |

Sexta rodada
| Data  | 1ª equipe          | Placar | 2ª equipe         | Gols (1ª equipe) | Gols (2ª equipe) | Público |
| ----- | ------------------ | ------ | ----------------- | ---------------- | ---------------- | ------- |
| 22/04 | Pakhtakor          | –      | Mash'al Muborak   |                  |                  |         |
| 23/04 | Qizilqum Zarafshon | –      | Bunyodkor         |                  |                  |         |
| 24/04 | Neftchi Farg'ona   | –      | Xorazm FK Urganch |                  |                  |         |
| 24/04 | Metalourg Bekabad  | –      | Olmaliq FK        |                  |                  |         |
| 24/04 | Sho'rtan G'uzor    | –      | Andijan           |                  |                  |         |
| 24/04 | Lokomotiv Tashkent | –      | Navbahor          |                  |                  |         |
| Def   | Nasaf              | –      | Samarqand-Dinamo  |                  |                  |         |

Sétima rodada
| Data  | 1ª equipe         | Placar | 2ª equipe          | Gols (1ª equipe) | Gols (2ª equipe) | Público |
| ----- | ----------------- | ------ | ------------------ | ---------------- | ---------------- | ------- |
| 01/05 | Samarqand-Dinamo  | –      | Qizilqum Zarafshon |                  |                  |         |
| 01/05 | Andijan           | –      | Lokomotiv Tashkent |                  |                  |         |
| 01/05 | Olmaliq FK        | –      | Sho'rtan G'uzor    |                  |                  |         |
| 01/05 | Mash'al Muborak   | –      | Metalourg Bekabad  |                  |                  |         |
| 02/05 | Bunyodkor         | –      | Neftchi Farg'ona   |                  |                  |         |
| 02/05 | Navbahor          | –      | Nasaf              |                  |                  |         |
| 02/05 | Xorazm FK Urganch | –      | Pakhtakor          |                  |                  |         |

Oitava rodada
| Data  | 1ª equipe         | Placar | 2ª equipe          | Gols (1ª equipe) | Gols (2ª equipe) | Público |
| ----- | ----------------- | ------ | ------------------ | ---------------- | ---------------- | ------- |
| 06/05 | Samarqand-Dinamo  | –      | Qizilqum Zarafshon |                  |                  |         |
| 06/05 | Andijan           | –      | Lokomotiv Tashkent |                  |                  |         |
| 06/05 | Olmaliq FK        | –      | Sho'rtan G'uzor    |                  |                  |         |
| 08/05 | Mash'al Muborak   | –      | Metalourg Bekabad  |                  |                  |         |
| 08/05 | Bunyodkor         | –      | Neftchi Farg'ona   |                  |                  |         |
| 08/05 | Navbahor          | –      | Nasaf              |                  |                  |         |
| 08/05 | Xorazm FK Urganch | –      | Pakhtakor          |                  |                  |         |

Nona rodada
| Data  | 1ª equipe         | Placar | 2ª equipe          | Gols (1ª equipe) | Gols (2ª equipe) | Público |
| ----- | ----------------- | ------ | ------------------ | ---------------- | ---------------- | ------- |
| 15/05 | Samarqand-Dinamo  | –      | Neftchi Farg'ona   |                  |                  |         |
| 15/05 | Andijan           | –      | Qizilqum Zarafshon |                  |                  |         |
| 15/05 | Mash'al Muborak   | –      | Lokomotiv Tashkent |                  |                  |         |
| 15/05 | Xorazm FK Urganch | –      | Sho'rtan G'uzor    |                  |                  |         |
| 16/05 | Navbahor          | –      | Bunyodkor          |                  |                  |         |
| 16/05 | Olmaliq FK        | –      | Nasaf              |                  |                  |         |
| 17/05 | Pakhtakor         | –      | Metalourg Bekabad  |                  |                  |         |

Décima rodada
| Data  | 1ª equipe         | Placar | 2ª equipe          | Gols (1ª equipe) | Gols (2ª equipe) | Público |
| ----- | ----------------- | ------ | ------------------ | ---------------- | ---------------- | ------- |
| 21/05 | Samarqand-Dinamo  | –      | Neftchi Farg'ona   |                  |                  |         |
| 22/05 | Andijan           | –      | Qizilqum Zarafshon |                  |                  |         |
| 22/05 | Mash'al Muborak   | –      | Lokomotiv Tashkent |                  |                  |         |
| 22/05 | Xorazm FK Urganch | –      | Sho'rtan G'uzor    |                  |                  |         |
| 22/05 | Navbahor          | –      | Bunyodkor          |                  |                  |         |
| 22/05 | Olmaliq FK        | –      | Nasaf              |                  |                  |         |
| 22/05 | Pakhtakor         | –      | Metalourg Bekabad  |                  |                  |         |

## Premiação
| Campeonato Uzbeque de 2010    |
| Uzbequistão                   |
| ----------------------------- |
| A definir Campeão (?º título) |

Braian Rodríguez          2 gols
Kavlahn Papposa         2 gols
Youjuhar Pisth              2 gols